# Flavio Roma
Flavio Roma (* 21. Juni 1974 in Rom, Italien) ist ein ehemaliger italienischer Fußballtorhüter.

## Karriere

### Verein
Seine Profikarriere begann Roma beim Lazio Rom in der Saison 1991/92. Dort spielte er bis Sommer 1995, mit einer kurzen Unterbrechung in der Saison 1993/94, als er leihweise für drei Spiele für die AC Mantova auflief. Zwischen 1995 und 2001 spielte Roma für verschiedene italienische Vereine. Darunter waren der FBC Unione Venedig, die US Fiorenzuola, die US Foggia, Chievo Verona und FC Piacenza. Zur Spielzeit 2001/02 wechselte er zum französischen Traditionsklub AS Monaco in die Ligue 1. Für den AS Monaco absolvierte er 166 Ligue-1-Einsätze und spielte 24 mal auf internationaler Ebene. Am 13. August 2009 wechselte er zur AC Mailand. Über die Ablösesumme ist nichts bekannt. Er besaß dort einen Vertrag bis Sommer 2012. Im Anschluss daran kehrte er zu seinem langjährigen Arbeitgeber AS Monaco zurück. 2014 beendete Roma seine Karriere.

### Nationalmannschaft
Für die italienische Nationalmannschaft stand er dreimal im Tor.

## Erfolge
- Italienische Meisterschaft: 2011 mit dem AC Mailand